# كي شيندو
كي شيندو (真堂圭 شيندو كي) (إسمها الحقيقي كي سايتو (齋藤圭 سايتو كي)) هي مؤدية أصوات يابانية ولدت في 10 سبتمبر في محافظة تشيبا.

## أدوارها في الأنمي

### مسلسلات أنمي تلفزيونية
- أكاديميتي للأبطال - كيوكا جيرو
- بوكيمون إكس/واي - مييت (الصوت الثاني)، جاي
- فيت/أبوكريفا - أساسين الحمراء
- جاليلي دونا - هازوكي فيراري
- فارس المنطقة - ميتو آيزاوا
- ماغي: The Kingdom of Magic - أولبا
- أوشيو و تورا - تاتسويا ناكاجيما
- البدلة المتنقلة جاندام 00 - وانغ ليو مي
- ميداكا بوكس أبنورمال - زينكيتشي هيتويوشي (سن الثانية)
- حضانة هانامارو - أنزو
- ناباري نو أو - شيجيما كوروؤكانو
- NEEDLESS - كانا، ناتسوكي
- فيوتشر كارد باديفايت إيس - رانما كاكوغاوا
- أوفرلورد - إنتوما فاسيليسا زيتا
- أوفرلورد II - إنتوما فاسيليسا زيتا
- أوفرلورد III - إنتوما فاسيليسا زيتا
- أويدو روكيت - أونوي
- سبيد غرافر - كاغورا تينّوزو
- NO.6 - إينوكاشي
- إيكي توسن Dragon Destiny - ريوبي غينتوكو
- إيكي توسن Great Guardians - ريوبي غينتوكو
- إيكي توسن XTREME XECUTOR - ريوبي غينتوكو
- شينكانسن هينكي روبو شينكاليون - سيريو، ميو كيوسو

### أوفا أنمي
- كايت ليبيريتر - أزوكي نوغوتشي

### أفلام انمي
- أكاديميتي للأبطال ذا موفي: البطلين - كيوكا جيرو
- أكاديميتي للأبطال ذا موفي: هيروز:رايزينغ - كيوكا جيرو
- سلسلة أفلام بوكيمون
  - فيلم بوكيمون: آركيوس و جوهرة الحياة - كيكو، تشيكوريتا
  - فيلم بوكيمون: أنا أختارك! - إيفي
- فيلم شينكانسن هينكي روبو شينكاليون: آلفا-إكس فائق السرعة الآتي من المستقبل - سيريو

## أدوارها في ألعاب الفيديو
- أكاديميتي للأبطال: باتل فور أول - كيوكا جيرو
- ماي هيرو ونز جاستيس - كيوكا جيرو
- خليلة (مؤقتة) - إيبوكي فوكيتا
- سوبر سماش برذرز ألتميت - فولبيكس، إكزيكيوتور (هيئة ألولا)
- إيكي توسن Shining Dragon - ريوبي غينتوكو

## وصلات خارجية
- كي شيندو على موقع IMDb (الإنجليزية)
- كي شيندو على موقع ميوزك برينز (الإنجليزية)
- كي شيندو على موقع قاعدة بيانات الفيلم (الإنجليزية)
- كي شيندو على موقع كينوبويسك (الروسية)
- كي شيندو على موقع ANN person (الإنجليزية)